# Амазарське міське поселення
Амаза́рське міське поселення (рос. Амазарское городское поселение) — міське поселення у складі Могочинського району Забайкальського краю Росії.
Адміністративний центр — селище міського типу Амазар.

## Населення
Населення міського поселення становить 2401 особа (2019; 2542 у 2010, 2869 у 2002).

## Склад
До складу міського поселення входять:
| Населений пункт                  | Населення, осіб (2002) | Населення, осіб (2010) |
| -------------------------------- | ---------------------- | ---------------------- |
| Амазар, селище міського типу     | 2641                   | 2374                   |
| Блок-Пост Красавка, селище       | 7                      | 3                      |
| Блок-Пост Потайка, селище        | 4                      | 3                      |
| Блок-Пост Тетьоркин Ключ, селище | 6                      | 0                      |
| Блок-Пост Утені, селище          | 8                      | 0                      |
| Германовський, селище            | 16                     | 3                      |
| Жанна, селище                    | 95                     | 93                     |
| Колокольний, селище              | 18                     | 9                      |
| Малоковалі, селище               | 41                     | 28                     |
| Покровка, село                   | 12                     | 15                     |
| Чадор, селище                    | 0                      | -                      |
| Чичатка, селище                  | 21                     | 14                     |